# Chemilly-sur-Serein
Chemilly-sur-Serein é uma comuna francesa na região administrativa de Borgonha-Franco-Condado, no departamento de Yonne. Estende-se por uma área de 13,55 km². Em 2010 a comuna tinha 152 habitantes (densidade: 11,2 hab./km²).4 habitantes no moinho de Cassemouche.